# سالنمای خزان
سالنمای خزان (به مجاری: Öszi almanach) فیلمی درام به کارگردانی بلا تار محصول سال ۱۹۸۴ است. داستان فیلم در مورد ساکنین یک آپارتمان و رازهای تیره، ترس‌ها، دغدغه‌ها و خصومت‌های آن‌هاست.